# 奥克·拉萨斯
奥克·拉萨斯（瑞典語：Åke Lassas，1924年8月21日—2009年4月16日），瑞典男子冰球运动员。他曾代表瑞典参加1952年和1956年冬季奥林匹克运动会冰球比赛，其中1952年冬季奥运会获得一枚铜牌。